# Средњовјековни новац у Црној Гори
На простору Црне Горе, у раном средњем вијеку је коришћен византијски бронзани „folles“, као и сребрни и златни новац. Нови златници „scyphati“, појавили су се почетком XI вијека. Пред крај XI вијека златник, облика чанка, добија назив „номизма“ и најчешће је кован у „електруму“: мјешавини злата и сребра. И бронзани новац „фолис“ почиње се ковати у чанкастом облику (што ће бити обељежје византијског новца од 11 до 13 вијека). Византијски новац се, као државни, користио романским приморским градовима и српским жупама, али и касније, у формираној кнежевини и краљевини Дукљи.

## Сребрни динар Немањића
Немањићи нијесу ковали златни новац, али је сребра било довољно (сматрано је за најквалитетније у Европи и било главни извозни артикл). Постојало је више рудника овог метала (Брсково, Рудник, Ново Брдо, Сребрница, Трепча) и ковница новца („златарија“) већином у близини рудника. Средњовјековни српски новац (посебно у почетку ковања) био је намијењен „спољњој трговини“ (у великој мјери је одлазио у Дубровник и Венецију) са исписима на грчком или латинском абецедом. Ћирилични натпис на кованом динару, први пут користи краљ Драгутин („стефан рабх христоу“) Душанов новац је често кован са ћириличним и латиничним исписима. Исписи на новцу Уроша Петог су латинични, а од обласног господара Вукашина, па надаље, провлађује ћирилица. Сам назив динара - први пут је утиснут на новцу Вука Бранковића („влковх динарх“). Новац, са приказом владара, који држи скиптар са крстом, називан је и „крстастим динаром“. Преглед свог српског средњовјековног новца упућује на податак од 350 - 400 врста (за појам „врсте“ различити аутори примјењују различите критеријуме). Поред „динара“ и „полудинара“, неки аутори (за касније пероде ковања) помињу „трећаке“ и „мајушнике“. Ситан бакарни новац звани „фолар“ кован је само у приморским градовима, са развијеном локалном трговином „на мало“. У средњем вијеку су присутни и фалсификати редовних сребрних ковања (посребравање бакарне основе).

### Чанкасти новац краља Радослава
У документима из 1214. године, за вријеме великог жупана (од 1217. године, краља) Стефана Првовјенчаног, први се пут у писаним архивима помиње „српски динар“, али још није доказано његово постојање у то вријеме. Краљ Стефан Радослав (владао од 1228-1234) најстарији син Стефана Првовјенчаног (по мајци Јевдокији, унук византијског цара Михаила Трећег Анђела) по досадашњим доказима, први је ковао новац, у сребру и бакру, у ковници средњовјековне градске тврђаве Раса. Чанкастог облика (са натписом на грчком језику) сличан је ондашњем византијском чанкастом новцу (по чијем је узору и настао).

### Млетачки матапан као узор
Краљ Србије Стефан Урош I (владао од 1243-1276) најмлађи син Стефана Првовјенчаног, довео је саске рударе у Србију, па и у рудник Брсково, код данашњег Мојковца. По мишљењу већине аутора, ковао је сребрни новац (са карактеристичном ознаком: STEFANVS) типолошки сличан млетачким сребрним „матапанима“, који су и били узор приликом израде динара (утицај Венеције на српском двору је у то вријеме био велики: краљева мајка је била Ана Дандоло, унука млетачког дужда Енрика Дандола). У раном краљевству, на динару доминира представа владара, како прима крст или заставу од светог Стефана. Сличан сребрни новац су ковали и његови синови, краљеви Стефан Драгутин, који је владао Сремом и сјеверном Србијом и Стефан Урош II Милутин (који је владао до 1321. године). Милутин уводи нове представе и натписе на динару. Свој сребрни новац је имао и краљ Стефан Урош III Дечански (владао до 1331. године). Краљ и цар Стефан Душан (владао до 1355. године) издао је много типова новца (у разнм варијантама, са високим стандардом тадашње Европе) а уводи и ситнији номинал (око 0,70 грама). На поједином новцу, уз његов, представљен је и лик царице. Ковао је и „полудинаре“, али и мање количине бакарног новца (што указује на неразвијеност малотржишног простора). Душанов законик, из 1354. године, у члановима 168-170, регулише ковање новца, забрањујући златарима да се настањују по жупама и царским земљишним посједима, већ само градовима, које је цар одредио за ковање динара. Законик предвиђа и казне за златара (његово спаљивање) као и за тргове, села и градове (спаљивање насеља) који златару омогуће (толеришу) рад супротно од прописаног. Цар је стабилизовао динар, око 1348. године (старији краљевски и царски динари, тежине између 2,12 и 0,96 грама, прекивани су у царски динар просјечне тежине 1,5 грам). По распаду државе, новац су ковали готово сви обласни господари (Мрњавчевићи, кнез Лазар, кнез Никола Алтомановић, Вук Бранковић и други).

### Сребрњак из ковнице Брсково
Средином XIII вијека Немањићи су у Брскову (низ рударских окана, са некада јаким утврђењем и рударским насељем) у блзини данашњег Мојковца) ковали сребрни динар. Од приморских трговаца овај сребрњак је називан „grossi de Brescoa“.

### Фолари приморских градова
Приморски градови (у данашњој Црној Гори) за разлику од залеђа, имали су развијену локалну трговину. Код Немањића су уживали аутономију и ковали сопствени новац. У Котору је то био бакарни „фолар“, са ликом светог Трипуна. У градовима: Улцињу, Бару, Скадру, Дривасту и Свачу, такође су ковали свој новац, али искључиво бакарни „фолар“ (што им је од краља једино и било допуштено). Сребрни динар је вриједио 24-30 бакарних фолара. У српској држави, на приморју Зете, у употреби је и млетачки новац, сребрни „матапан“, касније и златни „цекин“ (који ће неколико вјекова остати најцјењенији новац на јадранској обали).

### Динар и перпер
Динар је у средњовековној Србији имао функцију мере вредности само у случајевима када се радило о сумама мањим од перпера (12 динара). Наиме, перпер (перпера) је била замишљена, идеална обрачунска новчана јединица и износила је 12 сребрних динара. Тако су вредности роба и услуга, државних дажбина и глоба (такође, таксе и казне у Душановом законику) изражаване у перперима (мада је циркулисао сам ковани новац). Дакле, плаћало се динарима, а бројало се перперима.

## Новац Балшића
Владари Зете, Балшићи, ковали су свој новац (сребрни динар) од 1372. до 1420. године, а познато је 11 врста њиховог новца, у више варијанти. У Корчуланском статуту се помињу као „rossi balse vel volc“ (балшићки гроши, односно сребрни динари са вуком). Ковнице су им биле у Призрену (1372—1378) Скадру (до 1392) а потом у Улцињу и Бару. У призренској ковници, свој новац је радио Ђурађ I Балшић, у пуној рашкој традицији, као што је рађен и новац краља Вукашина Мрњавчевића. Познато је пет врста овог новца (увијек са ћириличким натписом и његовим именом). Константин Балшић (син Ђурђа Првог) ковао је једну врсту динара. Балша II је новац (двије врсте, са латиничним исписом и својим именом) ковао у Скадру, након што је изгубио ковницу у Призрену. На новцу је и карактеристичан породични грб: штит са вучјом главом (вучја глава се иначе појављује и на плочицама сребрних појасева, прстрњу и печатима). Ђурађ II Страцимировић Балшић и Балша III, ковали су свој новац у Улцињу, односно Бару. Сачуване су двије врсте новца Балше Трећег Балшића, али је очигледно имао лошије мајсторе од претходника. Први је новац ковао 1404. а други послије 1415. године. По Корчуланском статуту (из 1424. године) 24 јединице млетачког новца (гроша) вриједјеле су 30 балшићких.

## Новац у Српској деспотовини
Српски деспоти Стефан Лазаревић и Ђурађ Бранковић су такође ковали сребрни „динар“, који је у оптицају био на територији Деспотовине (дјеловима данашње Црне Горе у њеном саставу). Новац деспота Стефана је разноврстан (познато је преко 70 врста његовог новца). У вријеме његовог малољетства, књегиња Милица је у Новом Брду ковала новац са италијанским исписом, гдје се наводи и: „conte Stefano“. Послије 1400. године Стефанов новац је лакши и неквалитетнији, али је послије помирења са Бранковићима и стабилизације у земљи, ковани динар лијеп и разноврснији (у Закону о рудницима , члановима VII и XIX , деспот Стефан настоји заштитити свој динар, чију је тежину између 1405. и 1407. године троструко повећао: од 0,40 до 1,20 грама). Постоји велики број фалсификата Стефановог новца. Разноврстан је и новац деспота Ђурђа, на коме су исписивана и имена ковница: Ново Брдо, Смедерево и Рудник. Покушава стабилизацију свог динара на тежину од око 1,1 грам, извршивши замјену старих за нове динаре. Године 1415. издаје наредбу да се новим новцем имају плаћати дугови, тако што се 10 новх динара примају за 16 старих динара дуга. На аверсу једног од динара је исписано „Господин Деспот Ђурђе“, а на реверсу се налази приказ лава (као симбола куће Вуковић-Бранковић).

## Новац у Војводству Косача
Западни и сјеверозападни дјелови данашње Црне Горе (каснија област Стара Херцеговина) припојени су од 1373. године бановини (од 1377. краљевини) Босни, односно Војводству породице Косача (након пораза српског обласног господара, феудалца Николе Алтомановића и подјеле његове земље). Као први босански владар овог простора, бан Твртко I Котроманић (1338—1391) ковао је свој новац, који је био у употреби и у Војводству. Позната су само два типа његовог „банског новца“, чије су калупе квалитетно радили златари у Дубровнику. У списима дубровачког Вијећа умољених, помиње се мајстор Радоје и израда 12 калупа за Твртков бански новац (одлука, од 18. марта 1365. године). Дуго није било доказа да је Стефан Твртко I по крунисању ковао неки новац.

### Тврткова ковница у Котору
Касније је утврђено да је и као краљ Стефан Твртко I Котроманић ковао сребрни и златни новац. Послије 1377. године, урадио је сребрни динар, у ковници града Котора, са натписом: T : REX : BOS - NE : > : RASIE (Твртко Краљ Босне и Рашке).

### Твртков златник
Твртков златник (у науци познат као „четвороструки“) један је од најљепших примјерака новца у средњем вијеку, четири пута тежи од тадашњег млетачког цекина (дуката). Дебљине је 1 мм, ширине 30мм и тежине 14,05 грама. На аверсу је лав са натписом, а на реверсу краљевски грб, такође са натписом. Михаило Динић је оповргао мишљење неких историчара (међу којима и Ивана Ренгјеа, који га је први објавио и описао) да је у питању златник босанског краља Стефана Томашевића, наводећи писани архивски податак (март 1393. године) који спомиње „ducatos domini regis Bosne magnos quatordecim“ (велики дукат краља Босне). После Твртка Првог, за вријеме војводе Сандаља Хранића Косаче и прве године владања војводе (касније херцега) Стефана Вукчића Косаче–босански краљеви нијесу ковали свој новац, па се у том дугом периоду на подручју Великог војводства Косача одомаћио дубровачки новац. Тек су босански краљеви Стефан Твртко II Котроманић (1436) па Стефан Томаш (три врсте новца) и Стефан Томашевић (примјерци изузетне израде и умјетничке вриједности) ковали свој новац.

## Употреба новца у држави Црнојевића
Црнојевићи нијесу ковали свој новац, а у њиховој држави су били у употреби: млетачки новац (посебно, цијењени цекин) дубровачки и српски динари.

## Употреба млетачког новца
Ковање новца у Венецији је започео дужд Витале II Микијели (1156-1172). На овим просторима, посебно у приморским градовима и трговима, млетачки новац је био у употреби, али много мање у периоду јаке централне власти. Када су градови на јадранској обали у касном средњем вијеку пали под власт Републике, присуство и доминација овог новца у њима је била нормална појава. У Котору је, под млетачком влашћу, ковница новца обновљена 1443. и постојала је до 1640. године (ковница у Котору ће бити поново отворена, тек под француском окупацијом, 1813. године: радио се сребрни „франк“ у апоенима од 1, 5 и 10).

### Сребрни матапан
Млетачки сребрни „матапан“ (грош) био је узор за израду првог српског средњовјековног сребрног динара. Сам матапан је имао узор у византијској сребрној кованици (име по грчком рту Матапан, на Пелопонезу).

### Златни цекин
Много се цијенио млетачки новац, златни „цекин“. У употреби је од 1284. године (дужд Ђовани Дандоло). Првобитно, уобичајено име овог новца је било „дукат“ (према ријечи „DUCATUS“ –војводство) а на простору Далмације и Црне Горе добија и име „цекин“, према палати (ковачници) у којој почиње да се кује (la Zeccha). У тој ће се палати златни новац ковати до укидања Републике од стране Наполеона, 1797. године.

## Дубровачки новац
Дубровачки трговци су по по залеђу трговали вјековима, а овај град, пред крај XIII вијека, почиње да издаје и свој новац (сребрни динари, полудинари, динарићи и талири). Сребрни дубровачки динар, кован од 1372-1420. године, био је тежак 1,5 грам (са св. Влахом на аверсу). Дубровчани су свој новац ковали вјековима, до 1803. године.

## Појава турског новца
Са ширењем Османског царства, на овим просторима постаје присутан и османски новац. Сав турски новац у средњем вијеку, као и касније, био је са исписима на арапском. Прво се појавила ситна, сребрна акча (аспра). Овај је новац кован још од средине XIV вијека, од стране бега (вође) Орхана I (1281—1359) па до краја XVII вијека. Први бакарни новац „мангир“ кује султан Мурат I (владао од 1359-1389), а први златни новац, пред крај своје владавине, 1478. године, уводи Мехмед II (освајач Константинопоља, Краљевине Босне и Смедерева). У току XVI до XVIII вијека, у Црној Гори ће циркулисати углавном стари српски, турски и млетачки новац.